# Dracula, principe delle tenebre
Dracula, principe delle tenebre (Dracula: Prince of Darkness) è un film del 1966 diretto da Terence Fisher, sequel di Dracula il vampiro.

## Trama
Otto anni dopo gli eventi di Dracula il vampiro, Quattro viaggiatori inglesi, i due fratelli Alan e Charles Kent con le rispettive mogli Helen e Diana, sono accolti dal sinistro maggiordomo Klove in un maniero sui Carpazi. Durante la notte il fratello maggiore Alan segue i passi del maggiordomo, giungendo ad una stanza segreta.
Dopo aver colpito a morte Alan, Klove unisce il suo sangue con le ceneri di dracula, facendo resuscitare dracula dalla morte. Il conte trasforma in vampiro Helen, la moglie dell'ucciso, e tenta altrettanto con l'altra coppia. Riusciti a fuggire, Charles e Diana trovano rifugio in un convento, ospiti di padre Sandor, esperto di vampirismo, ma Dracula non intende lasciarli scappare.
Alla fine Dracula, che era riuscito a rapire Diana, muore annegando dentro il ruscello che circonda il suo castello, grazie a padre Sandor che con più di una fucilata rompe il ghiaccio che ricopriva l'acqua corrente e vi fa cadere il vampiro.

## Produzione

### Cast
Peter Cushing, non citato nei titoli di testa, interpreta il ruolo del dottor Van Helsing nelle primissime scene del film, riprese da Dracula il vampiro (1958), necessarie per legare la storia dei due film .

## Distribuzione
In Italia il film è stato distribuito su DVD e Blu-Ray nel 2011 dalla Pulp Video.